# Hiroko Nakamura
Hiroko Nakamura, eigentlich Hiroko Fukuda, (* 25. Juli 1944 in Yamanashi; † 26. Juli 2016 in Tokio) war eine japanische klassische Pianistin.

## Leben und Werk
Nakamura wurde 1944 in Yamanashi geboren, wuchs jedoch in Tokio auf. Bereits im Alter von drei Jahren begann sie bei Aiko Iguchi an der Toho Music School in Tokio Klavier zu studieren. 1959 gewann sie im Alter von 15 Jahren beim NHK-Mainichi-Wettbewerb, dem nationalen Musikwettbewerb in Japan, den ersten Preis. 1960 debütierte sie unter dem Dirigenten Hiroyuki Iwaki. Von 1963 bis 1966 absolvierte sie bei Rosina Lhévinne an der Juilliard School of Music in New York Vertiefungsstudien. Weitere Studien absolvierte sie bei Nikita Magaloff, Zbigniew Drzewiecki und bei Stefan Askenase. 1965 gewann sie beim 7. Internationalen Chopin-Wettbewerb in Warschau einen 4. Preis. Sie war bei diesem Wettbewerb der jüngste und überhaupt erst der zweite japanische Preisträger. Dieser Preis eröffnete ihr den Weg für eine internationale Pianisten-Karriere.
Sie selbst trat als Jurorin bei zahlreichen internationalen Klavierwettbewerben wie dem Chopin-, Tchaikowski-, dem Leeds-, dem Santander Paloma O'Shea-, dem israelischen Arthur Rubinstein-, dem Sydney-, dem Busoni-, dem Peking- und dem Internationalen Shanghai-Jugend-Wettbewerb auf. Sie erhielt zahlreiche Auszeichnungen wie die Auszeichnung des japanischen Außenministers für internationale Zusammenarbeit, den NHK Broadcast Cultural Award, den Verdienstorden der polnischen Regierung und die Arthur Rubinstein Goldmedaille. Sie erhielt die Goldmedaille „Gloria Artis“ der Polnischen Republik für Verdienste um die Kultur, weil sie das Bewusstsein für die Klavierwerke von Chopin und anderen polnischen Komponisten in ihrem Wirken geschärft hatte.
Nakamura starb im Juli 2016 an einem Darmkrebsleiden. Ihr Mann war der japanische Schriftsteller Kaoru Shōji.